# 煙氣脫硫

煙氣脫硫裝置洗滌塔的運作示意圖。
此例為濕式洗滌（Wet scrubbing）方式，並以石灰岩（Limestone）作為吸附劑漿料（Adsorbent slurry）。

煙氣脫硫（英語：flue-gas desulfurisation，FGD），是從火力發電廠、焚化爐及船舶等設施運作時排放的煙氣中移除二氧化硫（sulfur dioxide，SO
2）或硫氧化物（sulfuric oxides，SO

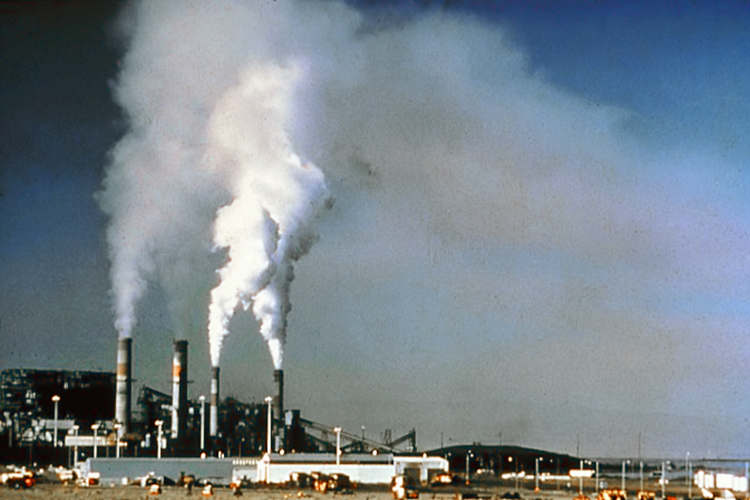
在裝設煙氣脫硫裝置前，圖中位於新墨西哥的發電廠正在排出大量二氧化硫。

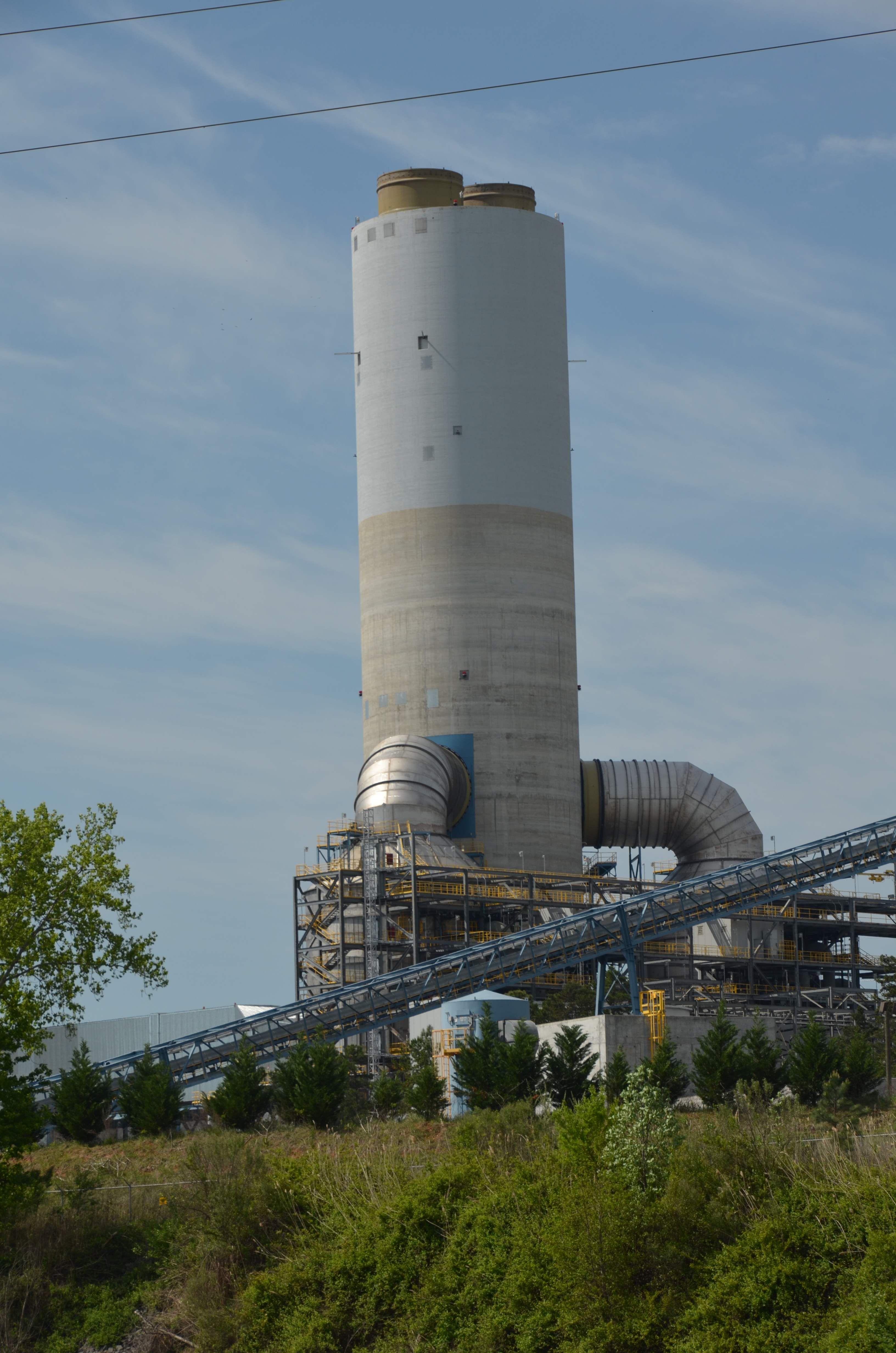
在美國北卡羅萊納州G. G. Allen 發電廠的煙囪。

x）的技術。

## 概觀
在許多國家，當地的環境監察機構或政府皆會針對二氧化硫（SO2）一類的溫室氣體排放作嚴格監管。現今對於一座典型的燃煤火力發電廠，以濕式洗滌方式（wet scrubbing）煙氣脫硫裝置為最主流，一般可移除其排放煙氣中90%或以上的二氧化硫。其缺點是工程龐大，初投資和運行費用高，且容易形成二次污染。
以下是重工業設施普遍移除二氧化硫的方法:
- 濕式洗滌 （wet scrubbing（英语：Wet scrubber））- 運用鹼性的吸附劑漿料，通常為石灰岩（limestone）或石灰（lime）又或者海水，在特定和有一定高度的圓罐狀容器內以淋潑方式去沖刷和洗滌煙氣
- 噴霧乾燥 （spray-dry（英语：Spray drying））- scrubbing using similar sorbent slurries;
- 濕硫酸法 （wet sulfuric acid process（英语：Wet sulfuric acid process））- 從商業用高質素硫酸中回收硫
- 聯合脫硫脫硝一體化技術（SNOX flue gas desulfurization（英语：SNOX process））- 由丹麥 Haldor Topsøe（英语：Haldor Topsøe (company)）公司開發，基於濕硫酸法，將二氧化硫氧化為SO3後製成硫酸回收，並用選擇性催化還原法（SCR）去除氮氧化物（NO
x）。此工藝可脫除95%的二氧化硫、90%的氮氧化物和幾乎所有的懸浮粒子。[2]
- Dry sorbent injection systems that introduce powdered hydrated lime (or other sorbent material) into exhaust ducts to eliminate SO2 and SO3 from process emissions.[3]

## 歷史
尋找從鍋爐或爐灶的煙塵中移除二氧化硫的方法已經被人思索良久，至今已經超過150年。最早期被提出的方法乃始原自約1850年的英國。
1920年代，英國興建愈來愈多大型火力發電廠，同時大量二氧化硫的排放開始引起了公眾的關注。直至1929年英國上議院決定對曼徹斯特 Barton Electricity Works upheld the claim of a landowner against 因二氧化硫排放而造成土地污染。  不久之後，一場反對在倫敦範圍內興建發電站的運動因而牽起。這場運動的呼聲導致了推行強制監控所有發電廠二氧化硫排放的實施。 
第一個在能源供應行業實際運作的煙氣脫硫裝置於1931年在當時屬倫敦電力公司（London Power Company）旗下，位於英國倫敦的巴特西發電站（Battersea Power Station）首次運作。1935年，第二個與巴特西發電站使用的煙氣脫硫裝置擁有相似設計的系統在位於英國威爾斯的史雲斯發電站（Swansea Power Station）投入使用。第三個於1938年在位於英國富咸的富咸發電站（Fulham Power Station）投入運作。 然而此三座先驅性的煙氣脫硫裝置後來於二次大戰期間因其產生的巨大白色蒸氣雲會容易在敵方轟炸機視線下暴露其位置而被停止了運作。 戰後，巴特西發電站的煙氣脫硫裝置從新投入運作，而同時在倫敦市對面新建的班克賽德 "B" 發電廠（Bankside "B" Power Station）內的煙氣脫硫裝置亦一併投入服務。最終在巴特西"B"發電站內的煙氣脫硫裝置在1960年代停用。原因是人們發現所產生的化學品被排入泰晤士河後所造成的污染比其煙道氣排出至大氣層所造成的傷害更為嚴重。 而班克賽德 "B" 發電廠內的裝置則一直運作至1981年發電廠關閉為止。之後一段時間再沒有大規模的煙氣脫硫裝置再被興建或投入使用，直至1970年代在美國和日本的發電廠 開始再重新發展和裝備煙氣脫硫系統。
1970年，美國國會通過了1970年空氣淨化法（Clean Air Act of 1970，CAA）。法案允許了美國聯邦規則（Federal Regulations）涵蓋包括來自固定（工業）和移動來源的排放，後來由美國國家環境保護局（EPA）所公布。後來在1977年，美國國會對法案作出修正並要求對排放氣體實施更嚴格的監控。 為應對1970年空氣淨化法作出的要求，美國機械工程師學會（ASME）在1978年授權組建了 PTC 40 標準委員會（PTC 40 Standards Committee），並在1979年召開了首次會議討論制定標準化程序以針對煙氣脫硫裝置性能測試的執行和報告方案，及規定報告需包含以下範疇: (a) 減少排放（Emission reduction）; (b)消耗和應用（Consumable and Utilities）;(c) 廢物及副產品的分類和數量 （Waste and by-product characterization and amount）。 第一份草案在1990年被美國機械工程師學會所批准並在1991年被美國國家標準協會（ANSI）正式採納。2005年，美國國家環境保護局發表了潔淨空氣跨州規範（Clean Air Interstate Rule，CAIR）。在之後的2006年， PTC 40 標準委員會在再度召開。 2017年，修訂後的 PTC 40 標準被正式公布。修訂後的標準（PTC 40-2017）涵蓋了乾式和可再生煙氣脫硫系統及在不確定性分析（Uncertainty Analysis）的章節作出了更詳細的描述。
在1973年6月時，世界上總共有42座運行的煙氣脫硫裝置，其中36座在日本，6座在美國，其功率分別在5兆瓦至250兆瓦不等。 直至1999-2000年左右，全球已有27個國家，總功率達229吉瓦，共678座煙氣脫硫裝置投入運行。其中45%位於美國，24%位於德國，11%在日本，其餘20%分佈在世界各國。 約79%使用石灰或石灰岩濕式洗滌技術。約18%使用噴霧乾燥技術。

## 煙氣脫硫的化學原理

### 基本概念
一般的煙氣脫硫過程分為兩個階段: 第一是移除燃燒過程中產生的飞灰（Fly Ash），而第二則為移除二氧化硫（SO
2）或硫氧化物（SO
x）。此前曾經有過嘗試在單一個洗擦容器或空間內去同時執行移除飞灰和二氧化硫 / 硫氧化物的步驟。但工程師們很快發現這樣會帶來十分多的維修問題和很低的移除效率。而在使用濕式洗滌（Wet scrubbing）方式的系統中，煙氣從鍋爐過熱器（Reheater）出發，一般首先會經過飛灰移除部件，如靜電除塵器（Electrostatic precipitator，ESP）或袋式除塵器（Baghouse），然後再進入二氧化硫吸收部份。但在使用噴霧乾燥（Spray-dry）方式的系統，煙氣中的二氧化硫或硫氧化物則首先與石灰於容器或混合塔內發生反應，然後再經過其他處理設施或控制設備。

## 参見
- 選擇性催化還原法（Selective Catalytic Reduction，SCR）
- 靜電除塵（Electrostatic precipitator，ESP）